# Ain't That a Kick in the Head?
"Ain't That a Kick in the Head?" là bài hát viết năm 1960 với âm nhạc của Jimmy Van Heusen và lời của Sammy Cahn. Bài hát được cover bởi ban nhạc Ireland Westlife năm 2004 trong album phòng thu thứ sáu của họ, ...Allow Us to Be Frank.

## Bảng xếp hạng (phiên bản Westlife)
| Bảng xếp hạng (2004–2005)     | Vị trí cao nhất |
| ----------------------------- | --------------- |
| Bỉ (Ultratop 50 Flanders)     | 47              |
| Đan Mạch (Tracklisten)        | 5               |
| Hà Lan (Single Top 100)       | 41              |
| Romania (Romanian Top 100)    | 74              |
| Thụy Điển (Sverigetopplistan) | 20              |
| Anh Quốc Download (OCC)       | 4               |